# Сауседілья
Сауседілья (ісп. Saucedilla) — муніципалітет в Іспанії, у складі автономної спільноти Естремадура, у провінції Касерес. Населення — 857 осіб (2010).
Муніципалітет розташований на відстані близько 180 км на захід від Мадрида, 75 км на північний схід від Касереса.

## Демографія
Динаміка населення (INE ):

## Галерея зображень

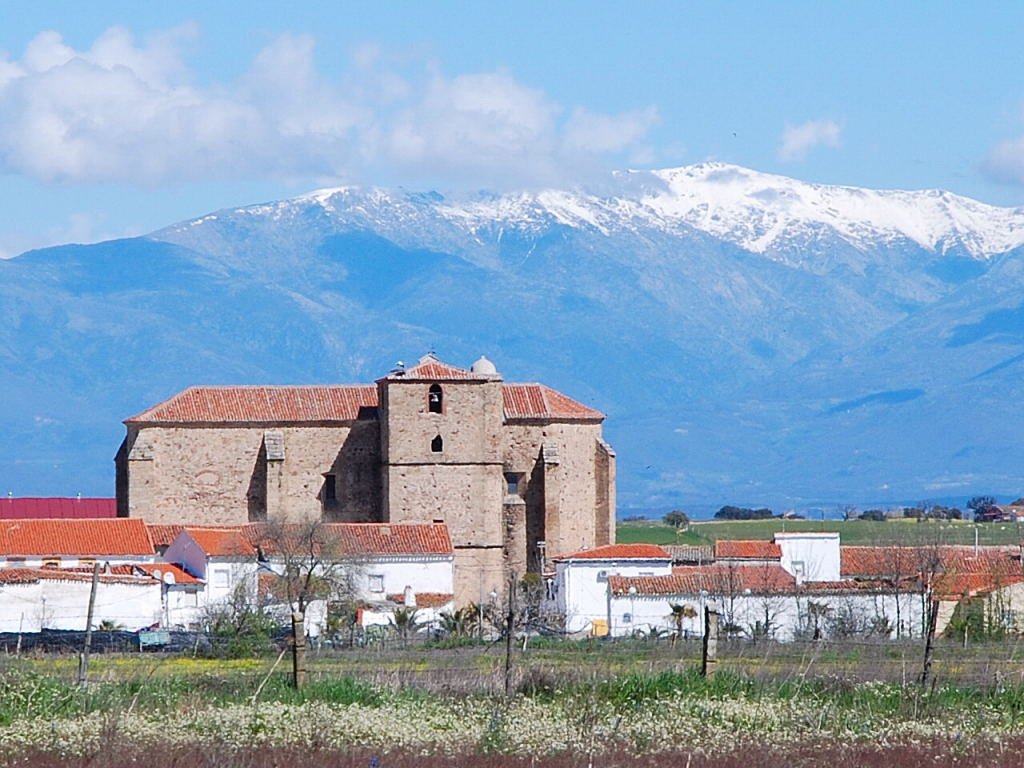
Церква Сан-Хуан-Баутіста
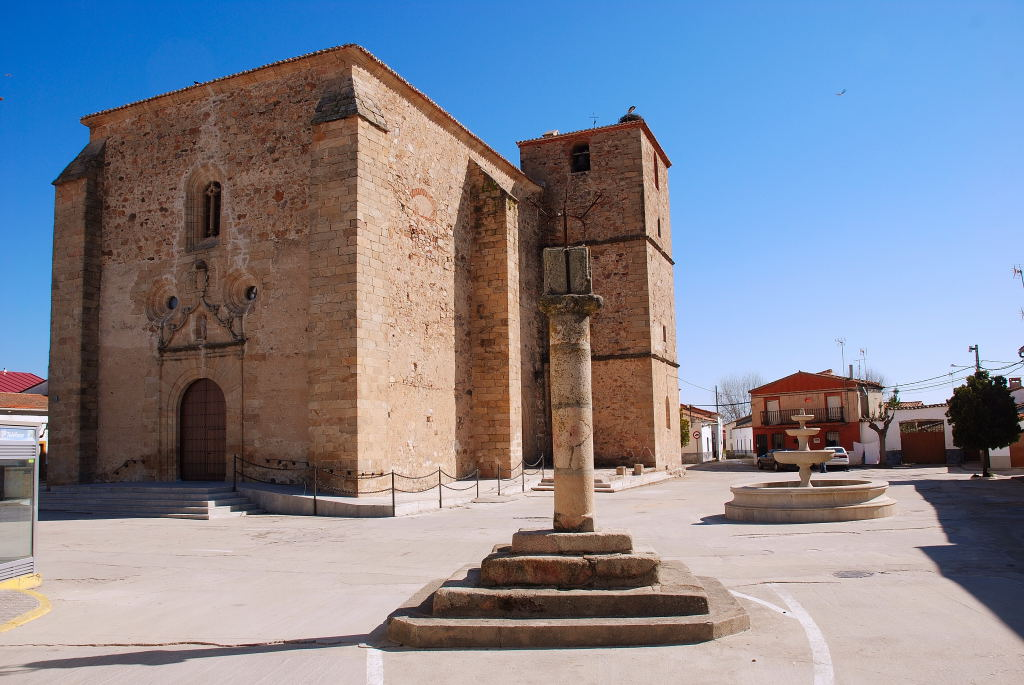
Церква